# Mount Carmel (Indiana)
Mount Carmel é uma cidade  localizada no estado americano de Indiana, no Condado de Franklin.

## Demografia
Segundo o censo americano de 2000, a sua população era de 106 habitantes.
Em 2006, foi estimada uma população de 107, um aumento de 1 (0.9%).

## Geografia
De acordo com o United States Census Bureau tem uma área de
0,1 km², dos quais 0,1 km² cobertos por terra e 0,0 km² cobertos por água.

## Localidades na vizinhança
O diagrama seguinte representa as localidades num raio de 20 km ao redor de Mount Carmel.